# Direzione generale della Gendarmerie nationale
La Direzione generale della Gendarmerie nationale (in francese Direction Générale de la Gendarmerie nationale, DGGN) è una direzione generale del Ministero dell'interno francese con responsabilità per la gestione operativa della Gendarmerie nationale in coordinamento con il Capo di stato maggiore della difesa (CEMA).

## Funzioni e responsabilità
Le responsabilità amministrative della DGGN riguardano:
- Operazioni
- Personale
- Logistica
- Finanza

## Organizzazione
La DGGN è guidata dal Direttore generale della Gendarmerie nationale, che è nominato dal ministro dell'interno e può essere:
- Un generale della Gendarmerie nationale
- Un magistrato
- Un funzionario pubblico (grado A3 e superiore)

La DGGN condivide le responsabilità con la DGPN (Direction générale de la Police nationale) nelle seguenti aree:
- Direzione generale della cooperazione internazionale
- Servizio di tecnologia di sicurezza domestica e sistemi informativi

Inoltre dal 2014 un ulteriore dipartimento è sotto il controllo congiunto della DGGN, DGPN e DGSCGC (Direction générale de la protection civile et des crises);
- Service sécurité interne achats et logistique.

## Direttori
| Direttore                                                                                                 | Mandato           | Mandato           |
| Direttore                                                                                                 | Inizio            | Fine              |
| --- | ----------------- | ----------------- |
| Direttore della Gendarmerie                                                                               |                   |                   |
| Colonnello Joseph Plique                                                                                  | 29 ottobre 1920   | 24 giugno 1922    |
| Colonnello Henri Jean                                                                                     | 25 giugno 1922    | 24 dicembre 1923  |
| Generale Jean Grimard                                                                                     | 25 dicembre 1923  | 11 settembre 1924 |
| Generale Jean Crinon                                                                                      | 12 settembre 1924 | 4 luglio 1928     |
| Generale Louis Bucheton                                                                                   | 5 luglio 1928     | 31 marzo 1932     |
| Tenente colonnello Pierre Nicolet                                                                         | 1º aprile 1932    | 30 settembre 1933 |
| Direttore del contenzioso, della giustizia militare e della Gendarmerie                                   |                   |                   |
| Marcel Oudinot (consigliere della Corte d'appello di Parigi)                                              | 1º ottobre 1933   | 31 maggio 193     |
| Roger Léonard (maître des requêtes al Consiglio di Stato)                                                 | 1º giugno 1939    | 3 luglio 1940     |
| Pierre Chasserat (maître des requêtes al Consiglio di Stato)                                              | 4 luglio 1940     | 17 agosto 1943    |
| Direttore della Gendarmerie                                                                               |                   |                   |
| Generale Jean Martin                                                                                      | 18 agosto 1943    | 23 marzo 1944     |
| Comandante generale della Gendarmerie                                                                     |                   |                   |
| Generale Ferdinand Taillardat                                                                             | 24 marzo 1944     | 20 luglio 1944    |
| Direttore della Gendarmerie                                                                               |                   |                   |
| Tenente colonnello Pierre Girard                                                                          | 21 luglio 1944    | 9 settembre 1944  |
| Comandante della Gendarmerie e della Guardia repubblicana                                                 |                   |                   |
| Tenente colonnello Pierre Girard                                                                          | 10 settembre 1944 | 24 novembre 1944  |
| Direttore della Gendarmerie                                                                               |                   |                   |
| Colonnello Marie-Gustave Meuni                                                                            | 25 novembre 1944  | 19 dicembre 1945  |
| Generale di divisione François Duin                                                                       | 20 dicembre 1945  | 13 maggio 1946    |
| Generale Lucien Rouyer                                                                                    | 14 maggio 1946    | 18 luglio 1947    |
| Direttore della giustizia militare e della Gendarmerie                                                    |                   |                   |
| Gérard Turpault (sostituto procuratore generale presso la Corte d'appello di Parigi)                      | 19 luglio 1947    | 12 gennaio 1950   |
| Direttore della Gendarmerie e della giustizia militare                                                    |                   |                   |
| Gérard Turpault (sostituto procuratore generale presso la Corte d'appello di Parigi)                      | 13 gennaio 1950   | 30 agosto 1956    |
| Georges Guibert (sostituto procuratore della Repubblica presso il Tribunale di prima istanza della Senna) | 31 agosto 1956    | 10 settembre 1958 |
| Henri Lebégue (avvocato generale presso la Corte di cassazione)                                           | 11 settembre 1958 | 30 marzo 1960     |
| Louis Barc (sostituto procuratore generale presso la Corte d'appello di Parigi)                           | 31 marzo 1960     | 16 ottobre 1962   |
| Jean-Claude Périer (primo presidente della Corte d'appello di Orléans)                                    | 17 ottobre 1962   | 21 maggio 1973    |
| Jean-Pierre Cochard (procuratore generale presso la Corte d'appello di Parigi)                            | 22 maggio 1973    | 26 febbraio 1979  |
| Charles Barbeau (maître des requêtes al Consiglio di Stato)                                               | 27 febbraio 1979  | 9 novembre 1981   |
| Direttore generale della Gendarmerie nationale                                                            |                   |                   |
| Charles Barbeau (maître des requêtes al Consiglio di Stato)                                               | 10 novembre 1981  | 1984              |
| Olivier Renard-Payen (vicepresidente del Tribunale di grande istanza di Parigi)                           | 1984              | 1987              |
| Régis Mourier (procuratore della Repubblica presso il Tribunale di grande istanza di Bobigny)             | 1987              | 1989              |
| Charles Barbeau (consigliere di Stato)                                                                    | 1989              | 1991              |
| Jean-Pierre Dintilhac (magistrato, direttore degli affari penali e dell'indulto)                          | 1991              | 1993              |
| Patrice Maynial (magistrato, presidente di sezione della Corte d'appello di Parigi)                       | 1993              | 1995              |
| Bernard Prévost (prefetto, direttore dell'amministrazione penitenziaria)                                  | 1995              | 2000              |
| Pierre Steinmetz (prefetto della regione del Poitou-Charentes, prefetto della Vienne)                     | 2000              | 2002              |
| Pierre Mutz (prefetto della regione del Limosino, prefetto dell'Alta Vienne)                              | 2002              | 5 dicembre 2004   |
| Generale d'armata Guy Parayre                                                                             | 6 dicembre 2004   | 30 giugno 2008    |
| Generale d'armata Roland Gilles                                                                           | 1º luglio 2008    | 7 aprile 2010     |
| Generale d'armata Jacques Mignaux                                                                         | 7 aprile 2010     | 10 aprile 2013    |
| Generale d'armata Denis Favier                                                                            | 10 aprile 2013    | settembre 2016    |
| Generale d'armata Richard Lizurey.                                                                        | 1º settembre 2016 | 31 ottobre 2019   |
| Generale d'armata Christian Rodriguez                                                                     | 1º novembre 2019  | in carica         |